# Paco Clavel
Paco Clavel, de son vrai nom Francisco Miñarro López (né en 1949 à Iznatoraf), est un musicien et chanteur espagnol. 

## Biographie
Paco Clavel commence par des collaborations dans des fanzines, des magazines alternatifs et en jouant dans des clubs et des soirées avec un groupe au nom étrange : Bob Destiny & Clavel y Jazmín. Clavel y Jazmín était un étrange combo reposant sur deux piliers : Paco, en tant que leader, et l'arrangeur et claviériste Luis del Campo. El twist del autobús devient l'un des plus grands triomphes de la carrière de Paco Clavel, qui le réenregistrera deux fois.
En 1987, il signe avec Lollipop, label avec lequel il publie le mini-LP La Estufita et l'album Pequeños éxitos, grandes canciones (1988), avec des collaborations spéciales de Vainica Doble et Alma María - de Los 3 Sudamericanos -. Lollipop rassemblera tous ses enregistrements en 1998 sur un disque compact intitulé Producto Nacional. 
En 1989, il signe avec la maison de disques Twins et devance une fois de plus les modes en publiant l'album Bailes de salón alors que la fièvre de ces rythmes n'a pas encore atteint l'Espagne. Il participe à l'émission musicale Escápate mi amor (1987-1991) de Radio 3 avec Maite Contreras et Juan Carlos Silvestre, considérée par la critique comme l'une des émissions les plus importantes de la radio musicale espagnole de l'époque,. 
Il est l'un des plus grands collectionneurs de disques d'Espagne, avec un peu plus de 500 000 unités, dont la plupart sont des vinyles à longue durée de lecture (long play). La plupart de ces disques ont été acquis au El Rastro à Madrid pendant des années.
Il réalise une « performance » hebdomadaire dans une salle de concert de Chueca, à laquelle Samantha Hudson participe entre 2019 et 2021,.

## Discographie

### Albums
- 1984 : Coco, piña, coco, limón (Epic) (EP)
- 1987 : La estufita (Lollipop)
- 1988 : Pequeños éxitos, grandes canciones
- 1988 : Paco Clavel: Canta en español (EP)
- 1989 : Bailes de salón (Twins)
- 1990 : Paco Clavel y Sara Gosa (avec Blanca Li)
- 1991 : CutreLux (RTVE)
- 1992 : Duplex (RTVE)
- 1993 : Adiós, vinilo, adiós (Barsa Promociones)
- 1994 : Duets  (Barsa Promociones)
- 1997 : Glam zelestial (Barsa Promociones) - EP
- 1998 : Producto nacional (Lollipop) (compilation)
- 2000 : Eurovisión 2000 (Barsa Promociones) (EP)
- 2001 : Paco Clavel & Clavel i Jazmín (Ventura Discos) (compilation)
- 2006 : Navidades a GoGó (auto-édité) (compilation)
- 2021 : Las perversiones de Paco Clavel (Lemuria) (CD)

### Sous Bob Destiny & Clavel y Jazmin
- 1980 : Disco promocional (single)

### Sous Clavel y Jazmin
- 1980 : Reina por un día (CBS)